# Heksenschermpje
Heksenschermpje (Mycena rosea) is een schimmel behorend tot de familie Mycenaceae. Hij leeft als terrestrische saprotroof op rijke zandgronden in loofbossen. De forse roze Mycena komt door zijn roze kleur teer over.

## Kenmerken
Hoed
De hoed heeft een diameter van 2-6 cm en is helder roze of lila van kleur. Het oppervlak is radiaal gegroefd en in het midden zit een umbo (bult).
Lamellen
De lamellen zijn uitgebocht aangehecht aan de steel en roze van kleur, met een witviltige basis. Het vlees is wit. 
Steel
De steel is wit tot lichtroze.
Geur
De paddenstoel ruikt naar radijs.
Sporen
De sporen meten 6,5–7,5 × 4–5 micrometer. Ze zijn in grote lijnen elliptisch en hun oppervlak is glad.

## Eetbaarheid
Het heksenschermpje is giftig door de aanwezigheid van muscarine. De hoeveelheid is gering waardoor vergiftigingen met fatale afloop weinig voorkomen bij deze paddenstoel.

## Verspreiding
De soort is vooral te vinden in loof- en naaldbos, op strooisel en op de grond. In Nederland komt de soort vrij algemeen voor. De paddenstoel staat niet op de rode lijst.

## Foto's

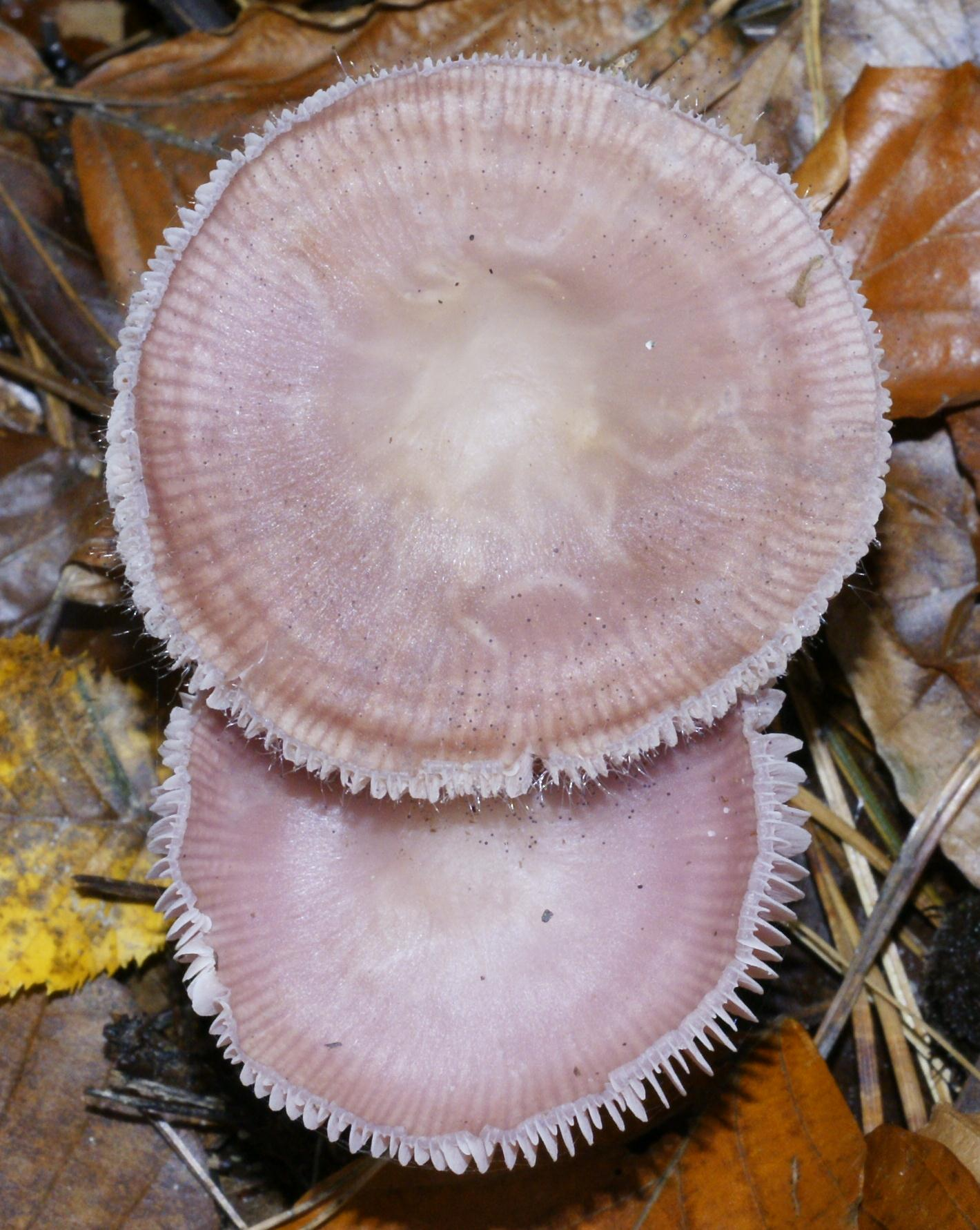
Bovenkant hoed
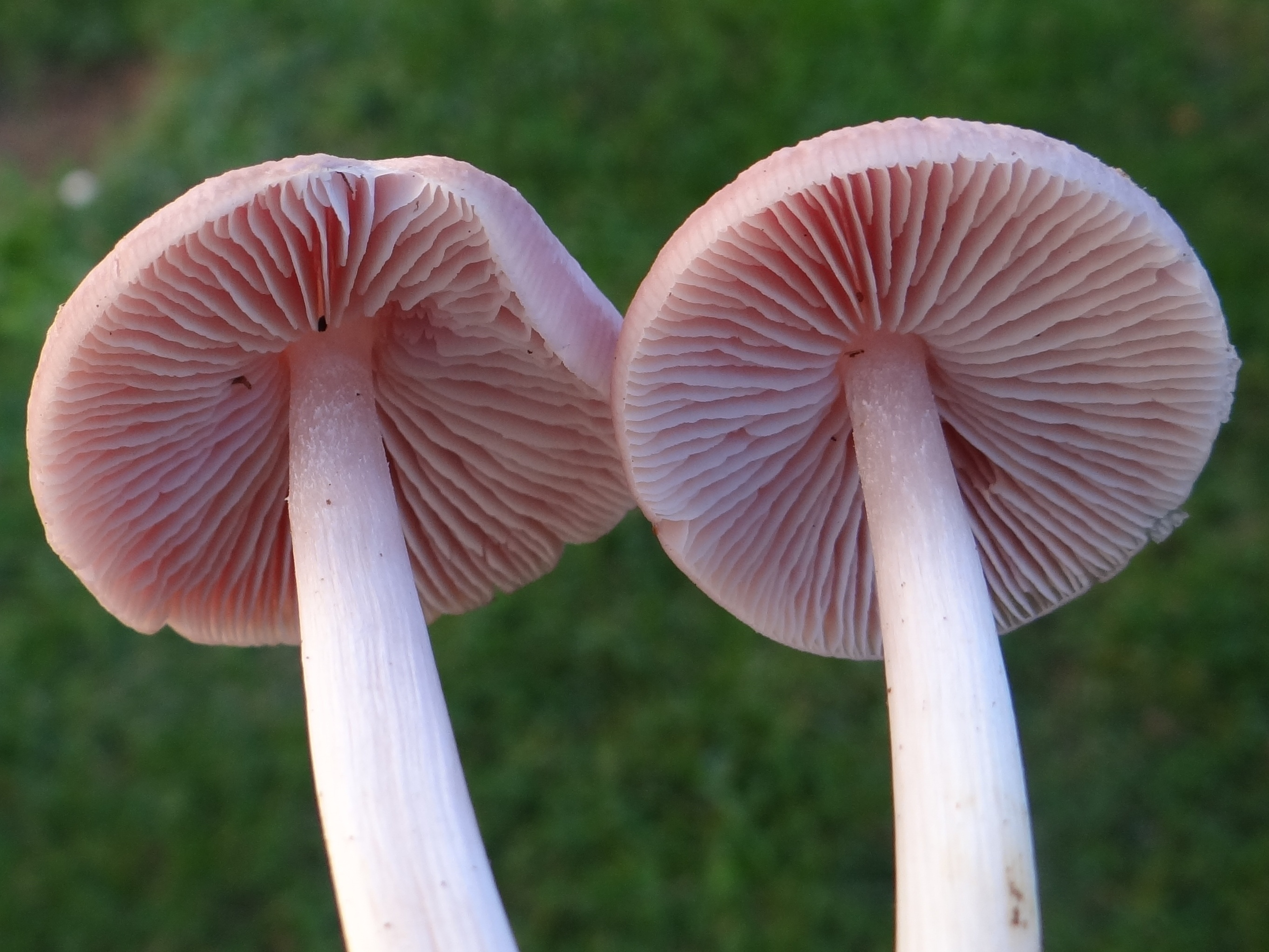
Onderkant hoed met steel
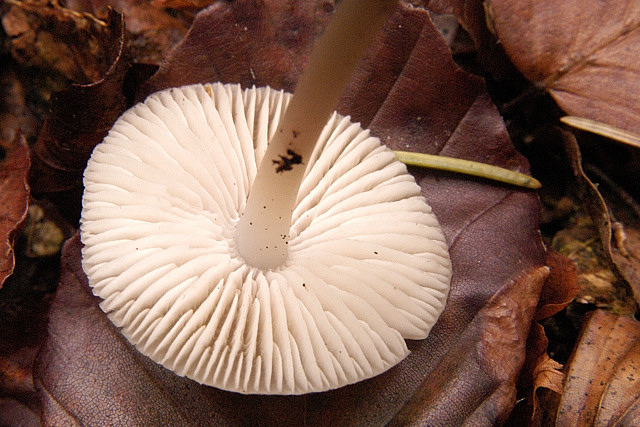
Lamellen